# Cá nheo châu Âu
Cá nheo châu Âu (Silurus glanis) là một loài cá da trơn bản địa những vùng rộng ở trung, nam, và đông châu Âu, cũng như trong lưu vực biển Baltic, biển Đen, và biển Caspi. Nó được du nhập đến Tây Âu để làm cá thể thao và hay hiện diện khắp một vùng kéo dài từ Liên hiệp Anh đến Kazakhstan và Trung Quốc. Đây là một loài cá nước ngọt thiếu vảy. Loài cá này có thể sống đến hơn 50 năm.

## Môi trường sống
Cá nheo châu Âu sống trong những hồ lớn, ấm và con sông sâu, nước chảy chậm. Chúng thích trốn trong những chỗ có che chắn như hố dưới đáy sông hay đám cây chìm. Chúng thường được giữ trong ao làm cá thể thao.

## Chế độ ăn
Giống phần đông cá tầng đáy nước ngọt, cá nheo châu Âu sống nhờ giun đốt, động vật thân mềm, côn trùng, động vật giáp xác và cá. Những cá thể lớn đã được ghi nhận ăn ếch, chuột nhắt, chuột cống, chim nước như vịt và cũng có ăn thịt đồng loại. Theo một nghiên cứu do những nhà nghiên cứu của đại học Toulouse (Pháp) công bố năm 2012, những cá thể của loài này khi ở ngoài môi trường sống thông thường của chúng có khi bơi đến sát bờ để săn bồ câu.

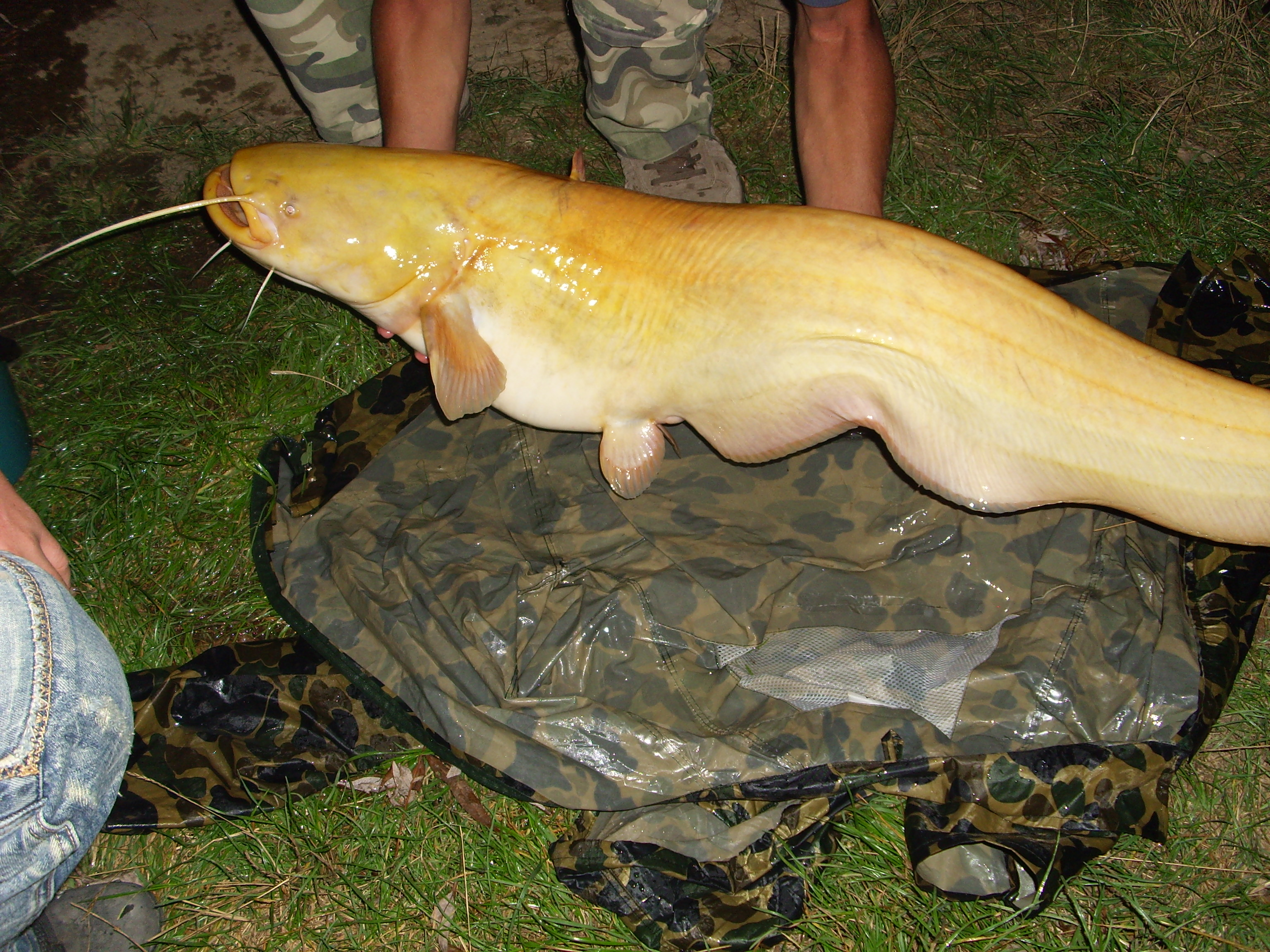
Cá nheo châu Âu bạch tạng.